# Немков, Вадим Александрович
Вадим Александрович Немков (род. 20 июня 1992, Белгород, Белгородская область, Россия) — российский боец смешанных единоборств и самбист, пятикратный чемпион России, четырехкратный чемпион мира, двухкратный чемпион Европы по боевому самбо, мастер спорта России международного класса. Действующий чемпион Bellator MMA в полутяжёлом весе. Победитель гран-при Bellator в полутяжелом весе. Родной брат самбиста и бойца смешанных единоборств Виктора Немкова.

## Биография
Родился 20 июня 1992 года в Белгороде. Вслед за старшим братом увлекся единоборствами еще в раннем детстве.
В юные годы вместе с Виктором часто бывал в Старом Осколе, где познакомился с наставниками Федора Емельяненко - Владимиром Вороновым и Александром Мичковым. Вскоре состоялась встреча и с братьями Емельяненко.  Выбирая более привлекательное направление, Вадим предпочел спортивное самбо и ушел под опеку Воронова.
Высшее образование спортсмен получил в Белгородском государственном технологическом университете им. В. Г. Шухова. Затем служил в армии.

## Начало карьеры в ММА
В своём дебютном бою 27 июня 2013 года победил техническим нокаутом другого российского бойца Андрея Труфайкина. На август 2015 года Немков провел 4 боя, из которых во всех вышел победителем.

### Rizin Fighting Federation
В ноябре 2015 года японский бойцовский промоушен (и преемник Pride Fighting Championships) — Rizin Fighting Federation объявил сетку для Гран-при в тяжелом весе, который состоялся 29 и 31 декабря. Было объявлено, что Немков дебютирует в Rizin Fighting Federation против Горана Рельича. Он выиграл бой нокаутом в 1-м раунде и вышел в полуфинал.
Спустя два дня, в полуфинале он встретился с Иржи Прохазкой, проиграв техническим нокаутом в конце 1-го раунда. Чешский боец удачно воспользовался практикой, доставшейся Rizin в наследство от Pride: первый раунд длился 10 минут. Беспрестанно шедший вперёд Немков к концу раунда оказался выжат как лимон, а Прохазка сохранил силы. В результате, Немков физически не смог выйти на второй раунд и потерпел поражение. 17 апреля 2016 года Немков дрался против габаритного шведа Карла Альбректссона на Rizin FF 1 и уступил раздельным решением судей по схожим причинам. После сверхинтенсивного первого раунда россиянину не хватило сил на остаток боя. 
В интервью Немков назвал причиной своих поражений в Rizin то, что он мало внимания уделял подготовке к боям, отводил на это всего три недели.

### Bellator MMA
Вадим закончил 2016 год двумя нокаутами в первом раунде в боях под эгидой Fight Nights Global и Rizin, впечатлив тем самым Скотта Кокера, который подписал перспективного россиянина в Bellator.
25 августа 2017 года Немков дебютировал в организации в бою против Филиппа Линса на Bellator 182, победив нокаутом в 1-м раунде правым прямым ударом в подбородок.
16 февраля 2018 года на турнире Bellator 194 Немков победил бывшего чемпиона Bellator в полутяжёлом весе британца Лиама Макгири. Он выиграл бой техническим нокаутом, повалив соперника мощным лоукиком в 3-м раунде.
15 ноября 2018 года на турнире Bellator 209 Немков встретился с Филом Дэвисом - одним из лучших борцов в смешанных единоборствах. Вадим  забрал два стартовых раунда, но в финальном ему пришлось выживать: последние две минуты россиянин провел лежа на настиле и был вынужден обороняться от попыток американца заломать руку. Немков выиграл этот бой раздельным решением судей - 29:28, 28:29, 29:28. Этого соперника Немков назвал самым тяжёлым в своей карьере.
В начале 2019 года Немков подписал с Bellator новый контракт. В  первом бою по новому соглашению Немков встретился с бразильцем Рафаэлем Карвалью. Доминируя весь бой в стойке и в партере, Немков победил Карвалью в конце второго раунда удушающим приемом сзади.
После четырёх побед подряд в Bellator Немков стал претендентом на титул в полутяжелом весе и должен был подраться с действующим чемпионом Райаном Бейдером в главном бою Bellator 242 в мае 2020 года. Однако, позже было объявлено, что турнир откладывается из-за пандемии COVID-19. Поединок с Бейдером был перенесён и состоялся 21 августа на Bellator 244. Немков доминировал с самого начала боя и во втором раунде мощным хайкиком отправил противника в нокдаун, после чего ринулся добивать. Судья долго не останавливал схватку и давал шанс Райану восстановиться, но после третьего падения остановил бой, зафиксировав технический нокаут. Так, Вадим Немков стал 5-м российским чемпионом в истории Bellator.

### Гран-при Bellator в полутяжелом весе
В феврале 2021 года Скотт Кокер объявил о проведении Гран-При Bellator в полутяжелом весе, на кону которого будут стоять чемпионский пояс и миллион долларов. Сетка была составлена из 8 бойцов. 17 апреля в четвертьфинале Гран-При Вадим Немков провел поединок против Фила Дэвиса. Бой продлился 5 полных раундов, по итогам которых Немков забрал победу единогласным решением судей. Вадим прошел в полуфинал, где должен был встретиться с Энтони Джонсоном  , однако примерно за месяц до турнира американец снялся с боя из-за травмы. На замену руководство промоушна выставило литовца Джулиуса Энгликаса. Бой состоялся на турнире Bellator 268. В первом раунде, несмотря на уверенный контроль и большее количество ударов, Немков побывал в небольшом нокдауне после точного правого прямого соперника, однако быстро восстановился и не позволил Энгликасу развить успех. В дальнейшем Вадим уверенно контролировал поединок, перебивая соперника в стойке и доминируя в партере. Немков несколько раз пытался провести различные болевые и удушающие приемы, но литовец удачно защищался. Наконец, под занавес четвертого раунда Вадиму удалось провести кимуру и победить досрочно. Таким образом, Немков защитил титул чемпиона и вышел в финал Гран-При Bellator, где его соперником стал Кори Андерсон.
15 апреля 2022 года в Сан-Хосе Вадим встретился в финале Гран-При с Кори Андерсоном; бой был остановлен в конце третьего раунда после случайного столкновениями головами и был признан несостоявшимся. 18 ноября 2022 года состоялся повторный поединок с американцем: во втором бою Немков смотрелся гораздо лучше, чем в первом, уверенно держал соперника на дистанции, работая джебом и лоу-киками. В конце первого раунда после удара ногой с разворота Немков отправил Андерсона на настил, но развить успех не сумел. Также в этом бою Вадим блокировал все 15 попыток Андерсона перевести его в партер. Как итог - уверенная победа Немкова по истечении пяти раундов единогласным решением судей и победа в финале Гран-При. 
16 июня 2023 года на турнире Bellator 297 в Чикаго Немков защитил чемпионский титул в бою против кубинца Йоэля Ромеро, одержав победу единогласным решением судей.
После завершения поединка российский боец объявил о переходе в тяжелый вес.
После победы Вадима над Тимоти Джонсоном контракт Вадима с Bellator и PFL окончен и Вадим является свободным агентом.

## Статистика в смешанных единоборствах
| Боёв 22         | Побед 19 | Поражений 2 |
| --------------- | -------- | ----------- |
| Нокаутом        | 10       | 1           |
| Сдачей          | 5        | 0           |
| Решением        | 4        | 1           |
| Не состоявшихся | 1        | 1           |

| Результат    | Рекорд   | Соперник          | Способ                                | Турнир                                           | Дата            | Раунд | Время | Место                      | Примечание |
| ------------ | -------- | ----------------- | ------------------------------------- | ------------------------------------------------ | --------------- | ----- | ----- | -------------------------- | --- |
| Победа       | 19–2 (1) | Тимоти Джонсон    | Удушающий приём (удушение сзади)      | PFL: Road to Dubai                               | 25 января 2025  | 1     | 3:08  | Абу-Даби, ОАЭ              | Вернулся в тяжелый вес. |
| Победа       | 18–2 (1) | Бруно Каппелозза  | Удушающий приём (ручной треугольник)  | PFL vs. Bellator                                 | 24 февраля 2024 | 2     | 2:13  | Эр-Рияд, Саудовская Аравия | Защитил титул чемпиона Bellator (5). Завоевал специальный пояс "PFL против Bellator". |
| Победа       | 17–2 (1) | Йоэль Ромеро      | Единогласное решение                  | Bellator 297                                     | 16 июня 2023    | 5     | 5:00  | Чикаго, Иллинойс, США      | Защитил (4) титул чемпиона Bellator в полутяжёлом весе. |
| Победа       | 16–2 (1) | Кори Андерсон     | Единогласное решение                  | Bellator 288                                     | 18 ноября 2022  | 5     | 5:00  | Чикаго, Иллинойс, США      | Защитил (3) титул чемпиона Bellator в полутяжелом весе. Выйграл финал Гран-При Bellator в полутяжелом весе. Побил рекорд по количеству защит титула в истории Bellator в полутяжелом весе. |
| Не состоялся | 15–2 (1) | Кори Андерсон     | Столкновение головами                 | Bellator 277                                     | 15 апреля 2022  | 3     | 4:55  | Сан-Хосе, Калифорния, США  | Сохранил титул Bellator в полутяжелом весе. Финал Гран-При в полутяжелом весе. Случайное столкновение головами привело к сечке над глазом Немкова, из-за чего он не смог продолжить бой.   |
| Победа       | 15–2     | Джулиус Энгликас  | Болевой приём (кимура)                | Bellator 268                                     | 16 октября 2021 | 4     | 4:25  | Финикс, США                | Защитил (2) титул чемпиона Bellator. Полуфинал Гран-При Bellator в полутяжелом весе. |
| Победа       | 14-2     | Фил Дэвис         | Единогласное решение                  | Bellator 257                                     | 17 апреля 2021  | 5     | 5:00  | Анкасвилл, США             | Защитил (1) титул чемпиона Bellator в полутяжёлом весе. Четвертьфинал Гран-При Bellator.                                                                                                   |
| Победа       | 13-2     | Райан Бейдер      | ТКО (удар ногой в голову и добивание) | Bellator 244                                     | 21 августа 2020 | 2     | 3:02  | Анкасвилл, США             | Завоевал титул чемпиона Bellator в полутяжёлом весе. |
| Победа       | 12-2     | Рафаэл Карвалью   | Сдача (удушение сзади)                | Bellator 230                                     | 12 октября 2019 | 2     | 3:56  | Милан, Италия              | |
| Победа       | 11-2     | Фил Дэвис         | Раздельное решение                    | Bellator 209                                     | 15 ноября 2018  | 3     | 5:00  | Тель-Авив, Израиль         | |
| Победа       | 10-2     | Лиам Макгири      | Технический нокаут (удары ногами)     | Bellator 194                                     | 16 февраля 2018 | 3     | 4:02  | Анкасвилл, США             | |
| Победа       | 9-2      | Фелипе Линс       | Нокаут (удары)                        | Bellator 182                                     | 25 августа 2017 | 1     | 3:03  | Верона, Нью-Йорк, США      | |
| Победа       | 8-2      | Элисон Висенте    | Нокаут (удары)                        | RIZIN FF WGP 2nd round                           | 29 декабря 2016 | 1     | 0:55  | Сайтама, Япония            | |
| Победа       | 7-2      | Миколай Ружанский | Технический нокаут (удары)            | Fight Nights Global 50: Emelianenko vs Maldonado | 17 июня 2016    | 1     | 3:39  | Санкт-Петербург, Россия    | |
| Поражение    | 6-2      | Карл Альбректссон | Раздельное решение                    | RIZIN FF 1                                       | 17 апреля 2016  | 3     | 5:00  | Нагоя, Япония              | Вернулся в полутяжёлый вес. |
| Поражение    | 6-1      | Иржи Прохазка     | ТКО (отказ от продолжения боя)        | RIZIN WGP part 2: Iza                            | 31 декабря 2015 | 1     | 10:00 | Сайтама, Япония            | |
| Победа       | 6-0      | Горан Рельич      | Нокаут (удары)                        | RIZIN WGP part 1: Saraba                         | 29 декабря 2015 | 1     | 2:58  | Сайтама, Япония            | Дебют в тяжёлом весе. |
| Победа       | 5-0      | Жоаким Феррейра   | Нокаут (удар)                         | Plotforma S-70 6th                               | 29 августа 2015 | 1     | 0:22  | Сочи, Россия               | |
| Победа       | 4-0      | Исидор Буня       | Удушающий приём (сзади)               | SOMMAF: Steel Battle 2                           | 24 апреля 2015  | 1     | 1:00  | Старый Оскол, Россия       | |
| Победа       | 3-0      | Михал Гутовский   | Технический нокаут (удары)            | Alexander Nevsky MMA: Liberation                 | 5 августа 2013  | 1     | 4:32  | Старый Оскол, Россия       | |
| Победа       | 2-0      | Андрей Труфайкин  | Технический нокаут (удары)            | RadMer 4: 2 Round                                | 27 июня 2013    | 1     | 2:29  | Стерлитамак, Россия        | |
| Победа       | 1–0      | Магомед Дациев    | Нокаут (удары)                        | Way Of The Warrior 3                             | 31 мая 2013     | 3     | N/A   | Тамбов, Россия             | |

## Спортивные достижения
- Чемпионат России по боевому самбо 2012 года — ;
- Чемпионат России по боевому самбо 2013 года — ;
- Чемпионат России по боевому самбо 2014 года — ;
- Чемпионат России по боевому самбо 2015 года — ;
- Чемпионат России по боевому самбо 2016 года — ;
- Чемпионат России по боевому самбо 2017 года — ;
- Чемпионат России по боевому самбо 2019 года — ;

## Личная жизнь
Жена — Екатерина. Имеют двух дочерей.